# Anton Schiffer
Anton Schiffer, né le 1er septembre 1999 à Cologne, est un coureur cycliste allemand. Il est membre de l'équipe Bike Aid.

## Biographie
Anton Schiffer commence sa carrière sportive par le triathlon,. Il ne participe à ses premières compétitions cyclistes officielles qu'en 2022, alors qu'il est déjà âgé de plus de vingt ans. Rapidement, il se fait remarquer en obtenant de bons résultats dans des courses disputées par des amateurs. Il passe également des tests physiques significatifs, qui révèlent une VO2Max mesurée à 83 ml/min/kg. Son profil attire l'attention de Patrick Lechner, un cycliste de Bike Aid. Sur la recommandation de ce dernier, il intègre d'abord la réserve de cette formation allemande, qui possède une licence continentale. Il est ensuite promu dans l'équipe professionnelle en août 2023. Dans le même temps, il ne délaisse pas ses études en suivant des cours de sciences du sport à Cologne.
En 2024, il remporte le titre de champion d'Allemagne de la montagne, dans le Sauerland. Sur le circuit de l'UCI, il termine septième du Tour d'Antalya, ou encore huitième du Tour de Serbie, après s'être classé deuxième d'une étape. Il gagne aussi le classement du meilleur grimpeur sur le Tour de Grèce. La même année, il finit deuxième du programme cycliste de la Zwift Academy, disputé en ligne.
Au printemps 2025, il décroche le meilleur résultat de sa carrière en terminant deuxième du Tour de Grèce, devant de nombreux professionnels.

## Palmarès
- 2024
  -  Champion d'Allemagne de la montagne
- 2025
  - 3e étape du Sibiu Cycling Tour
  - 2e du Tour de Grèce
  - 3e du championnat d'Allemagne sur route

## Classements mondiaux
| Année                                 | 2024  |
| ------------------------------------- | ----- |
| Classement mondial                    | 1062e |
| UCI Europe Tour                       | 732e  |
|                                       |       |
| Légende : nc = non classéSource : UCI |       |